# Momoiro Clover Z
Momoiro Clover Z (jap.: ももいろクローバーZ Momoiro Kurōbā Zetto, dobesedno »rožnata detelja Z«) je japonska pop skupina, ki je bila ustanovljena leta 2008.

## Članice
| Ime                                             | Datum rojstva           | Barva     | Opombe          |
| ----------------------------------------------- | ----------------------- | --------- | --------------- |
| Kanako Momota (jap.: 百田 夏菜子 Momota Kanako) | 12. julij 1994 (31 let) | Rdeča     | Vodja grupe     |
| Šiori Tamai (jap.: 玉井 詩織 Tamai Shiori)      | 4. junij 1995 (30 let)  | Rumena    | Vzdevek: Šiorin |
| Ajaka Sasaki (jap.: 佐々木 彩夏 Sasaki Ayaka)   | 11. junij 1996 (29 let) | Rožnata   | Vzdevek: Arin   |
| Reni Takagi (jap.: 高城 れに Takagi Reni)       | 21. junij 1993 (32 let) | Vijolična | Nekdanja vodja  |

### Nekdanje članice
| Ime                                             | Datum rojstva           | Barva  | Opombe          |
| ----------------------------------------------- | ----------------------- | ------ | --------------- |
| Akari Hajami (jap.: 早見 あかり Hayami Akari)   | 17. marec 1995 (30 let) | Modra  | Vzdevek: Akarin |
| Momoka Arijasu (jap.: 有安 杏果 Ariyasu Momoka) | 15. marec 1995 (30 let) | Zelena |                 |

Drugih
- Runa Jumikava (jap.: 弓川 留奈 Yumikawa Runa, * 4. februar 1994)
- Cukina Takai (jap.: 高井 つき奈 Takai Tsukina, * 6. julij 1995)
- Miju Vagava (jap.: 和川 未優 Wagawa Miyū, * 19. december 1993)
- Manami Ikura (jap.: 伊倉 愛美 Ikura Manami, * 4. februar 1994)
- Sumire Fudžiširo (jap.: 藤白 すみれ Fujishiro Sumire, * 8. maj 1994)
- Jukina Kašiva (jap.: 柏 幸奈 Kashiwa Yukina, * 12. avgust 1994)

## Diskografija

### Singli
| No.                       | Naslov | Datum izdaje      | Dosežek                     | Dosežek                 | Certifikacija (RIAJ) | Album                   |                  |                  |
| No.                       | Naslov | Datum izdaje      | Oricon Weekly Singles Chart | Billboard Japan Hot 100 | Certifikacija (RIAJ) | Album                   |                  |                  |
| Neodvisni singli          | Neodvisni singli | Neodvisni singli  | Neodvisni singli            | Neodvisni singli        | Neodvisni singli     | Neodvisni singli        | Neodvisni singli | Neodvisni singli |
| ------------------------- | --- | ----------------- | --------------------------- | ----------------------- | -------------------- | ----------------------- | ---------------- | ---------------- |
| 1                         | »Momoiro Punch« (jap.: ももいろパンチ Momoiro Panchi)                                                                                | 5. avgust 2009    | 23                          | —                       |                      | Iriguchi no Nai Deguchi |                  |                  |
| 2                         | »Mirai e Susume!« (jap.: 未来へススメ！)                                                                                             | 11. november 2009 | 11                          | —                       |                      | Iriguchi no Nai Deguchi |                  |                  |
| Singli pri veliki založbi | |                   |                             |                         |                      |                         |                  |                  |
| 1                         | Ikuze! Kaitō Shōjo (jap.: 行くぜっ！怪盗少女) - Ponovno izdan 26. septembra 2012 pod naslovom »Ikuze! Kaitō Shōjo ~Special Edition~« | 5. maj 2010       | 3 7*                        | 19 29*                  |                      | Battle and Romance      |                  |                  |
| 2                         | »Pinky Jones« (jap.: ピンキージョーンズ Pinkī Jōnzu)                                                                                 | 10. november 2010 | 8                           | 28                      |                      | Battle and Romance      |                  |                  |
| 3                         | »Mirai Bowl / Chai Maxx« (jap.: ミライボウル/Chai Maxx Mirai Bōru / Chai Makkusu)                                                    | 7. marec 2011     | 3                           | 12                      |                      | Battle and Romance      |                  |                  |
| 4                         | »Z Densetsu: Owarinaki Kakumei« (jap.: Z伝説 ～終わりなき革命～)                                                                     | 6. julij 2011     | 5                           | 22                      |                      | Battle and Romance      |                  |                  |
| 5                         | »D' no Junjō« (jap.: D'の純情) | 6. julij 2011     | 6                           | 59                      |                      | Battle and Romance      |                  |                  |
| 6                         | »Rōdō Sanka« (jap.: 労働賛歌) | 23. november 2011 | 7                           | 13                      |                      | 5th Dimension           |                  |                  |
| 7                         | »Mōretsu Uchū Kōkyōkyoku Dai 7 Gakushō »Mugen no Ai«« (jap.: 猛烈宇宙交響曲・第七楽章「無限の愛」)                                   | 7. marec 2012     | 5                           | 2                       | Zlata                | 5th Dimension           |                  |                  |
| 8                         | »Otome Sensō« (jap.: Z女戦争) | 27. junij 2012    | 3                           | 3                       | Zlata                | 5th Dimension           |                  |                  |
| —                         | »Nippon Egao Hyakkei« (jap.: ニッポン笑顔百景) - Izdan pod imenom skupine Momoclo Tei Ichimon (jap.: 桃黒亭一門)                     | 5. september 2012 | 6                           | —                       |                      | —                       |                  |                  |
| 9                         | »Saraba, Itoshiki Kanashimitachi yo« (jap.: サラバ、愛しき悲しみたちよ)                                                              | 21. november 2012 | 2                           | 1                       | Zlata                | 5th Dimension           |                  |                  |

* leta 2012

### Albumi
| No. | Album | Dosežek                    | Certifikacija (RIAJ) |
| No. | Album | Oricon Weekly Albums Chart | Certifikacija (RIAJ) |
| --- | --- | -------------------------- | -------------------- |
| 1   | Battle and Romance (jap.: バトル アンド ロマンス Batoru ando Romansu) - Založba: Starchild / King Records (KICS-91678 (Limited A), KICS-91679 (Limited B), KICS-1678 (Regular)) | 3 2*                       | Zlata                |
| 2   | 5th Dimension (jap.: 5TH DIMENSION Fifusu Dimenshon) - Izdan: 10. april 2013 - Založba: Starchild / King Records                                                                | 1                          | Platinasta           |
| –   | Iriguchi no Nai Deguchi (jap.: 入口のない出口) - Kompilacija vseh neodvisnih pesmi skupine - Izdan: 5. junij 2013 - Založba: SDR (Stardust Records)                             | 2                          |                      |

* leta 2013

## Videografija
| Singl No.                 | Naslov                                                                 | Uradni video naYouTubu |
| Neodvisni singli          | Neodvisni singli                                                       | Neodvisni singli       |
| ------------------------- | ---------------------------------------------------------------------- | ---------------------- |
| 1                         | »Momoiro Punch«                                                        |                        |
| 2                         | »Mirai e Susume!«                                                      |                        |
| Singli pri veliki založbi |                                                                        |                        |
| 1                         | »Ikuze! Kaitō Shōjo«                                                   | glej                   |
| 2                         | »Pinky Jones«                                                          | glej                   |
| 2                         | »Coco Natsu« (jap.: ココ☆ナツ)                                         |                        |
| 2                         | »Kimi to Sekai« (jap.: キミとセカイ)                                   |                        |
| 3                         | »Mirai Bowl«                                                           | glej                   |
| 3                         | »Chai Maxx«                                                            | glej                   |
| 4                         | »Z Densetsu: Owarinaki Kakumei«                                        | glej                   |
| 5                         | »D' no Junjō«                                                          | glej                   |
| 6                         | »Rōdō Sanka«                                                           | glej                   |
| 6                         | »Santa-san« (jap.: サンタさん)                                         | glej                   |
| 7                         | »Mōretsu Uchū Kōkyōkyoku Dai 7 Gakushō »Mugen no Ai««                  | glej                   |
| 8                         | »Otome Sensō«                                                          | glej                   |
| 8                         | »PUSH«                                                                 | glej                   |
| 8                         | »Mite Mite Kocchichi« (koreografsko video) (jap.: みてみて☆こっちっち) | glej                   |
| 9                         | »Saraba, Itoshiki Kanashimitachi yo«                                   | glej                   |
| 9                         | »Wee-Tee-Wee-Tee«                                                      | glej                   |
| 2nd album                 | »Neo STARGATE«                                                         | glej                   |
| 2nd album                 | »BIRTH Ø BIRTH«                                                        | glej                   |

## Nagrade
| Leto | Nagrada                           | Kategorija        | Delo                                 | Rezultat |
| ---- | --------------------------------- | ----------------- | ------------------------------------ | -------- |
| 2012 | 4th CD Shop Awards                |                   | Battle and Romance                   | Osvojila |
| 2013 | 2013 MTV Video Music Awards Japan | Best Choreography | »Saraba, Itoshiki Kanashimitachi yo« | Osvojila |